# 仲吉昭治
仲吉 昭治（なかよし しょうじ、1943年4月6日 - ）は、日本の実業家。株式会社ジー・エフ社長のち会長、グリーン・シップ代表取締役社長などを歴任。長崎県出身。

## 来歴
満州生まれ。対馬市出身。長崎県立対馬高等学校、1966年駒澤大学経済学部経営学科卒業。同年4月バンダイ入社。玩具事業部を経て、1972年静岡工場開発営業部長。1978年特機事業部長、玩具キャラクター事業部商品部長。1980年新規事業部事業部長。1983年新規事業部統括事業部長。1991年3月同社退社 。
1991年テレマーケティングの株式会社ジー・エフ・シー（のち株式会社ジー・エフ）を設立し代表取締役社長に就任。2004年10月、東証マザーズに株式上場。2008年、取締役会長。同年10月、取締役を退任し相談役。
2008年11月、株式会社グリーン・シップを創業し代表取締役。中部大学客員教授。

## 著書
- 『驚異のオートコール戦略』秀和システム 1999.8（監修:船井幸雄）
- 『オートコールで売上げがグングン伸びる！！』オーエスジェイ・インターナショナル 2000.10（監修:船井幸雄）
- 『顧客のホンネが企業を変える！！』河出書房新社 2002.1
- 『目指せ！！中高年起業家』朝日新聞社 2005.2
- 『「神様の声」をいかす大繁盛のマーケティング』中経出版 2007.4[7]
- 『俺たちのガンダム・ビジネス』日経BPM・日本経済新聞出版社 2007.10（松本悟と共著）[8]

## 受賞
- 2010年12月 かわさき起業家優秀賞（株式会社グリーン・シップ代表として）[9]